# Артошина, Ольга Александровна
Ольга Александровна Артошина (род. 28 июня 1991) — российская самбистка и дзюдоистка, чемпионка России по дзюдо и самбо, победительница и призёр Кубков России по самбо и дзюдо, чемпионка мира по самбо, Заслуженный мастер спорта России по самбо.

## Биография
Выступает за клуб «Сельский спорт» (Красноярск). Живёт в Красноярске. Тренируется под руководством С. А. Астахова.

## Спортивные достижения

### Дзюдо
- Кубок Европы по дзюдо среди женщин 2010, Киев — ;
- Чемпионат России по дзюдо 2011 — ;
- Чемпионат России по дзюдо 2012 — ;
- Кубок Европы по дзюдо 2013 года, Оренбург — ;
- Первенство Европы и Финляндии по дзюдо 2013 — ;
- Чемпионат России по дзюдо 2013 — ;
- Кубок России по дзюдо 2015 — ;
- Кубок России по дзюдо 2016 — ;
- Чемпионат России по дзюдо 2017 — ;
- Чемпионат России по дзюдо 2018 — ;
- Чемпионат России по дзюдо 2019 — ;

### Самбо
- Первенство России по самбо 2011 — ;
- Первенство мира по самбо 2011 — ;
- Чемпионат России по самбо среди женщин 2011 — ;
- Чемпионат России по самбо среди женщин 2013 — ;
- Чемпионат России по самбо 2020 — ;
- Чемпионат России по самбо 2021 — ;
- Чемпионат России по самбо 2022 — ;
- Всероссийская спартакиада — ;
- Кубок России по самбо 2023 — ;
- Чемпионат России по самбо 2024 — ;